# San Luis kommun, Tolima
San Luis är en kommun i Colombia.   Den ligger i departementet Tolima, i den centrala delen av landet, 120 km väster om huvudstaden Bogotá. Antalet invånare är 19 262. Arean är 414 kvadratkilometer.
Terrängen i San Luis är varierad.